# Jacob Bojsen-Møller
Jacob Bojsen-Møller (født 26. april 1956) er en dansk sejlsportsmand, der gennem årtier har deltaget på højt niveau i flere forskellige bådtyper. Han har især haft succes, når han har sejlet med storebroren Jørgen Bojsen-Møller; parret har blandt andet vundet VM i Flying Dutchman seks gange, senest i 2018, hvor Jacob Bojsen-Møller var 60 og hans storebror 62 år. Brødrene har også sammen deltaget ved de olympiske lege: I 1980 blev de nummer 6 og i 1984 nummer 4, begge gange i Flying Dutchman.
Bojsen-Møller har også sejlet med andre end sin bror. Sammen med Jørgen Schønherr vandt han VM i Flying Dutchman i 2001. 
Udover Flying Dutchman har Jacob Bojsen-Møller også blandt andet sejlet 505-jolle.
Jacob Bojsen-Møller er søn af Aage Bojsen-Møller, der var en markant skikkelse i dansk sejlsport. Ud over sejlsporten arbejder Jacob Bojsen-Møller som sejlmager i sit eget firma, Bojsen-Møller Sails.